# Sfântul Herculan
Sfântul Herculan din Perugia (it.: Ercolano, d. 549 d.Hr., Perugia, Regatul Ostrogot) a fost episcop de Perugia și este sfânt patron al acelui oraș. Ziua sa de sărbătoare principală este 7 noiembrie; a doua sărbătoare este pe 1 martie. Potrivit Sfântului Grigore cel Mare în Dialogurile sale, Herculan a suferit un martiriu când Totila, regele ostrogoților, a capturat Perugia în 549.
Înainte ca orașul să fie capturat, se spune că Herculan a încercat să salveze orașul cu o rușine veche: a hrănit ultimul miel cu ultimul sac de grâu. Aceasta avea ca scop să ofere forțelor Ostrogoților impresia că perugienii aveau mâncare de rezervă și că erau capabili să hrănească un miel slab cu cerealele lor prețioase. Cu mâncare de rezervă, au reușit astfel să reziste asediului. Cu toate acestea, Totila nu a fost păcălit de acest truc și a capturat orașul.
Se spune că lui Totila i s-au dat ordine ca Herculanus să fie complet înfundat. Cu toate acestea, soldatul ostrogot care a trebuit să îndeplinească această sarcină groaznică i s-a făcut milă de episcop și l-a decapitat pe Herculan.
Locuitorii castelului din Cisterna din Umbria, deasupra râului Puglia, se aflau sub conducerea Perugiei și erau obligați să trimită trei kilograme de ceară la Perugia pentru sărbătoarea Sfântului Herculan.